# Fehérvár Football Club
El Football Club Videoton és un club de futbol hongarés, de la ciutat de Székesfehérvár. Va ser fundat el 1942 i actualment juga a la primera divisió de la lliga hongaresa. Abans es denominava Videoton FC Fehérvár, nom amb què és més recordat a nivell internacional.

## Història
El 1985 va arribar a la final de la Copa de la UEFA, la qual van perdre front el Reial Madrid. El 2006 va guanyar la Copa d'Hongria per primera vegada, al superar el Vasas SC en la tanda de penals.

### Denominacions
- 1941: fundació del club amb el nom Vadásztölténygyári SK
- 1944: el club es reanomena com Vadásztölténygyári Vasas SE
- 1948: el club es reanomena com FDSE Vadásztölténygyár
- 1950: el club es reanomena com Vadásztöltenygyári Vasas SK
- 1962: el club es reanomena com Székesfehérvári VT Vasas
- 1968: el club es reanomena com Székesfehérvári Videoton SC
- 1990: el club es reanomena com Videoton Székesfehérvár
- 1991: el club es reanomena com Videoton FC Székesfehérvár
- 1993: el club es reanomena com Parmalat FC Székesfehérvár
- 1995: el club es reanomena com Fehérvár Parmalat FC
- 1996: el club es reanomena com Fehérvár '96 FC
- 1996: el club es reanomena com Fehérvár Parmalat '96 FC
- 1996: el club es reanomena com Videoton FC Fehérvár
- 2004: el club es reanomena com FC Fehérvár
- 2009: el club es reanomena com Videoton FC
- 2018: el club es reanomena com MOL Vidi FC[1]
- 2019: el club es reanomena com MOL Fehérvár FC[2][3]
- 2023: el club es reanomena com Fehérvár FC

## Palmarès

### Tornejos nacionals
- Lliga hongaresa de futbol
  - 2010–11, 2014–15, 2017-18
- Copa hongaresa de futbol
  - 2005–06
- Copa de la Lliga hongaresa: 
  - 2008, 2009, 2012[4]
- Supercopa hongaresa de futbol
  - 2011, 2012

### Tornejos internacionals
- Subcampió de la Copa de la UEFA (1): 1985